# Austin Bradford Hill
Austin Bradford Hill (8 de julio de 1897-18 de abril de 1991) fue un epidemiólogo y estadístico inglés, pionero de los ensayos clínicos aleatorizados y, junto con Richard Doll, el primero en demostrar la conexión entre el tabaquismo y el cáncer de pulmón. Hill es conocido por plantear los llamados «criterios de Bradford Hill» para determinar una relación causal.

## Biografía
Hill nació en Londres, hijo de Leonard Erskine Hill, un distinguido fisiólogo, y Janet Alexander. Fue nieto del conocido erudito George Birkbeck Hill. Cuando era niño, vivió en la casa familiar, Osborne House, en Loughton, Essex; se formó en la Chigwell School de Essex. Sirvió como piloto en la Primera Guerra Mundial, pero fue retirado del servicio cuando contrajo tuberculosis. Dos años en el hospital y dos años de convalecencia lo obligaron a abandonar su idea de una calificación médica y se licenció en economía por correspondencia en la Universidad de Londres.
En 1922, Hill trabajó en la Industry Fatigue Research Board. Se asoció con el estadístico médico Major Greenwood y, para mejorar sus conocimientos estadísticos, Hill asistió a clases de Karl Pearson. Cuando Greenwood aceptó una cátedra a la reciente constituida Escuela de Higiene y Medicina Tropical de Londres, Hill se va trasladar con él, impartiendo cláses de epidemiología y estadística vital en 1933 y ejerciendo ya como profesor de estadística médica en 1947.
Hill tuvo una destacada carrera en investigación y docencia y fue autor de un libro de texto muy difundido, Principles of Medical Statistics (Principios de estadística médica), pero es famoso por dos estudios de referencia. Fue el estadístico del Comité de Ensayos de la Estreptomicina en la Tuberculosis del Medical Research Council; su estudio evaluador del uso de estreptomicina en el tratamiento de la tuberculosis es generalmente aceptado como el primer ensayo clínico aleatorizado (pues Ronald Aylmer Fisher fue pionero en el uso de la aleatorización en experimentos agrícolas). 
El segundo estudio fue más bien una serie de estudios con Richard Doll sobre el tabaquismo y el cáncer de pulmón. El primer trabajo, publicado el 1950, fue un estudio de casos que comparaba pacientes con cáncer de pulmón con controles igualados. Hill y Doll también iniciaron un estudio prospectivo a largo plazo sobre el tabaquismo y la salud. Se trataba de una investigación sobre los hábitos de tabaquismo y la salud de 40701 médicos británicos (el British Doctor Study) durante varios años. Fisher estaba en profundo desacuerdo con las conclusiones y los procedimientos del trabajo sobre tabaquismo y cáncer y desde 1957 criticó el trabajo en la prensa y en las publicaciones académicas.
El 1965, a partir de la obra de David Hume y Karl Popper, Hill sugirió varios aspectos de la causalidad en medicina y biología, que continúan siendo empleados por los epidemiólogos.
Con la muerte de Hill el 1991, Peter Armitage escribió, «para cualquier persona implicada en estadísticas médicas, epidemiología o salud pública, Bradford Hill era nada más y nada menos que el más importante estadístico médico del mundo».